# Ácido desoxicólico
El ácido desoxicólico es un ácido billar.
Cuando es puro se presenta en forma de polvo cristalino de color blanco o casi blanco, con el punto de fusión en 174-176 °C. El ácido deoxicólico es uno de los cuatro principales ácidos producidos por el hígado.
El ácido desoxicólico es conocido también como desoxicolato, ácido colanóico y 3α,12α-dihidroxi-5β-colanato.

## Aplicaciones
En el cuerpo humano el ácido desoxicólico se utiliza en la emulsificación de las grasas para su posterior absorción en el intestino. Fuera del cuerpo se usa en experimentos de base como colagogo.
Igualmente es usado frecuentemente en inyecciones de mesoterapia, mezclado con fosfatidilcolina.
En investigación se utiliza como detergente suave para el aislamiento de membranas asociadas a proteínas.
- Datos: Q425680
- Multimedia: Deoxycholic acid / Q425680